# Desmodium schweinfurthii
Desmodium schweinfurthii är en ärtväxtart som beskrevs av Anton Karl Schindler. Desmodium schweinfurthii ingår i släktet Desmodium och familjen ärtväxter. Inga underarter finns listade i Catalogue of Life.